# Alice Kober
Alice Kober (New York, 23 dicembre 1906 – New York, 16 maggio 1950) è stata una latinista statunitense, che intuì che la scrittura lineare B fosse un linguaggio flesso.

## Biografia
Figlia di immigrati ungheresi, la Kober nacque a Yorkville, un quartiere di Manhattan nell'Upper East Side. Nell'estate del 1924 si classificò terza in un concorso per borse di studio a New York: il premio di 100 dollari all'anno le permise di frequentare l'Hunter College, dove si laureò poi con lode in latino  . Conseguì quindi un master in studi classici alla Columbia University nel 1929 e un dottorato di ricerca nel 1932.
Ancor prima di concludere il dottorato la Kober insegnò al Hunter High e al Hunter College e nel 1930 divenne assistente di studi classici al Brooklyn College, dove rimase per il resto della sua carriera. Nel campus condivideva un ufficio con altri quattro membri della facoltà e fece parte di commissioni standard. Dopo aver imparato il Braille, pubblicò libri di testo e realizzò materiali di biblioteca e prove di esami finali per studenti non vedenti al Brooklyn College. Viveva con la madre vedova e a quanto pare non ebbe mai un partner.

### Lineare B
A partire dagli anni trenta la Kober studiò privatamente la lineare B, scrittura di una lingua egea non identificata della Età del Bronzo, che a quel tempo non era stata ancora decifrata. Creò una sorta di "database con i fori che segnano i parametri su cui i dati possono essere ordinati."  Sempre in questo periodo studiò e/o apprese diverse lingue, antiche e moderne, tra cui ittito, antico irlandese, accadico, tocarico, sumero, antico persiano, basco e cinese. Dal 1942 al 1945, mentre insegnava a tempo pieno a Brooklyn, andava ogni settimana in treno a Yale per prendere lezioni di sanscrito avanzato. Partecipò anche a missioni archeologiche in New Mexico.
Nel 1946 la Kober ricevette la Guggenheim Fellowship, che le permise di studiare per un anno la lineare B a tempo pieno. Facendo la conoscenza di John Linton Myres, ottenne l'accesso a molte altre iscrizioni in lineare B raccolte dall'archeologo di Cnosso Arthur Evans e copiate a mano per la maggior parte all'Oxford University nel 1947. La principale scoperta della Kober fu che la lineare B era un linguaggio flesso, difficile da scrivere in una scrittura sillabica.

### Ultimi anni
Ulteriori progressi nel decifrare la lingua furono ritardati dai suoi doveri di insegnamento rinnovati e dal gravoso lavoro di correzione di bozze e correzione di Scripta Minoa di Myres. Fumatrice accanita, la Kober morì, probabilmente di cancro, nel 1950 all'età di 43 anni. Dopo la sua scomparsa, l'architetto Michael Ventris riprese alcune ipotesi formulate della Kober e decifrò la Lineare B nel 1952, stabilendo che era greco miceneo.